# Usługi turystyczne
Usługi turystyczne – usługi oferowane podróżnym, spośród których największe znaczenie mają usługi noclegowe, usługi wyżywieniowe oraz usługi transportowe.
Według polskiego prawa usługi turystyczne to przewóz pasażerów, zakwaterowanie w celach innych niż pobytowe, które nie jest nieodłącznym elementem przewozu pasażerów, wynajem pojazdów samochodowych lub innych pojazdów silnikowych, inną usługę świadczoną podróżnym, która nie stanowi integralnej części usług wyżej wymienionych.
Przed 1 lipca 2018 r. usługi turystyczne obejmowały usługi przewodnickie, usługi hotelarskie oraz wszystkie inne usługi świadczone turystom lub odwiedzającym.